# Le Dézert
Le Dézert es una localidad  y comuna francesa, situada en el departamento de Mancha en la región de Baja Normandía. 
La localidad se halla entre las poblaciones de Saint-Lô y Carentan.

## Demografía
| 609 | 623 | 608 | 563 | 521 | 500 |
| Para los censos de 1962 a 1999 la población legal corresponde a la población sin duplicidades (Fuente: INSEE [Consultar]) |     |     |     |     |     |

(Población sans doubles comptes según la metodología del INSEE).

## Lugares de interés
- Iglesia románica de la localidad, del siglo XIII